# Crodowaldo Pavan
Crodowaldo Pavan  (* 1. Dezember 1919 in Campinas; † 3. April 2009 in São Paulo) war ein brasilianischer Biologe und Genetiker.

## Leben
Pavans Vorfahren stammten aus Italien und sein Vater hatte eine Porzellanmanufaktur. Er studierte Biologie an der Universität von  São Paulo bei André Dreyfus und wurde über den blinden Höhlenfisch Typhlobagrus kronci promoviert. Ab 1942 war er Assistenzprofessor und bald darauf Professor in Sao Paulo. 1966 baute er am Oak Ridge National Laboratory ein Labor für Zellgenetik auf und 1968 wurde er Professor an der University of Texas at Austin. 1975 ging er wieder nach Brasilien an die Universität Sao Paulo, an der er 1978 emeritiert wurde. Danach war er Professor an der neu gegründeten staatlichen Universität seiner Heimatstadt Campinas und war dort Dekan der Biologie-Fakultät. 
Er wurde bekannt für seine Untersuchungen zu Genetik, Taxonomie und Ökologie von Drosophila-Fliegen, mit denen er sich ab 1942 befasste, finanziert von der Rockefeller-Stiftung und unter Leitung von Theodosius Dobzhansky. Unter anderem führte er Rhynchosciara angelae in die biologische Forschung ein (eine Fliege mit besonders großen Chromosomen). Er bewies als einer der Ersten, dass die Struktur von Genen und Chromosomen durch eine Infektion verändert werden kann.
Er war einflussreich auf die Entwicklung der Naturwissenschaften in Brasilien und 1986 bis 1990 Präsident des nationalen Forschungsrats Brasiliens (CNPq). 1980 bis 1986 war er Präsident der Sociedade Brasileira para o Progresso da Ciência. Er war Gründungsmitglied der Academy of Sciences for the Developing World, Mitglied der Päpstlichen Akademie der Wissenschaften, der Brasilianischen Akademie der Wissenschaften und mehrere ausländischer Akademien und Präsident der brasilianischen Gesellschaft für Genetik.
1986 wurde er Kommandeur des Rio-Branco-Ordens und 1994 erhielt er das Großkreuz des Ordem Nacional do Mérito Científico von Brasilien.